# Arrancy-sur-Crusnes
Arrancy-sur-Crusnes (bis 30. Dezember 2021 Arrancy-sur-Crusne) ist eine französische Gemeinde mit 458 Einwohnern (Stand: 1. Januar 2022) im Département Meuse in der Region Grand Est (bis 2015 Lothringen). Sie gehört zum Arrondissement Verdun und zum Kanton Bouligny.

## Geografie
Arrancy-sur-Crusnes liegt etwa 50 Kilometer nordwestlich von Metz und 41 Kilometer nordnordöstlich von Verdun am Fluss Crusnes. Umgeben wird Arrancy-sur-Crusnes von den Nachbargemeinden Beuveille im Norden und Nordosten, Pierrepont im Osten, Han-devant-Pierrepont im Südosten, Saint-Pierrevillers im Süden, Rouvrois-sur-Othain im Süden und Südwesten, Sorbey im Westen sowie Longuyon im Nordwesten.

## Bevölkerungsentwicklung
| Jahr                       | 1962 | 1968 | 1975 | 1982 | 1990 | 1999 | 2006 | 2019 |
| Einwohner                  | 461  | 447  | 406  | 361  | 365  | 322  | 393  | 474  |
| Quellen: Cassini und INSEE |      |      |      |      |      |      |      |      |

## Sehenswürdigkeiten

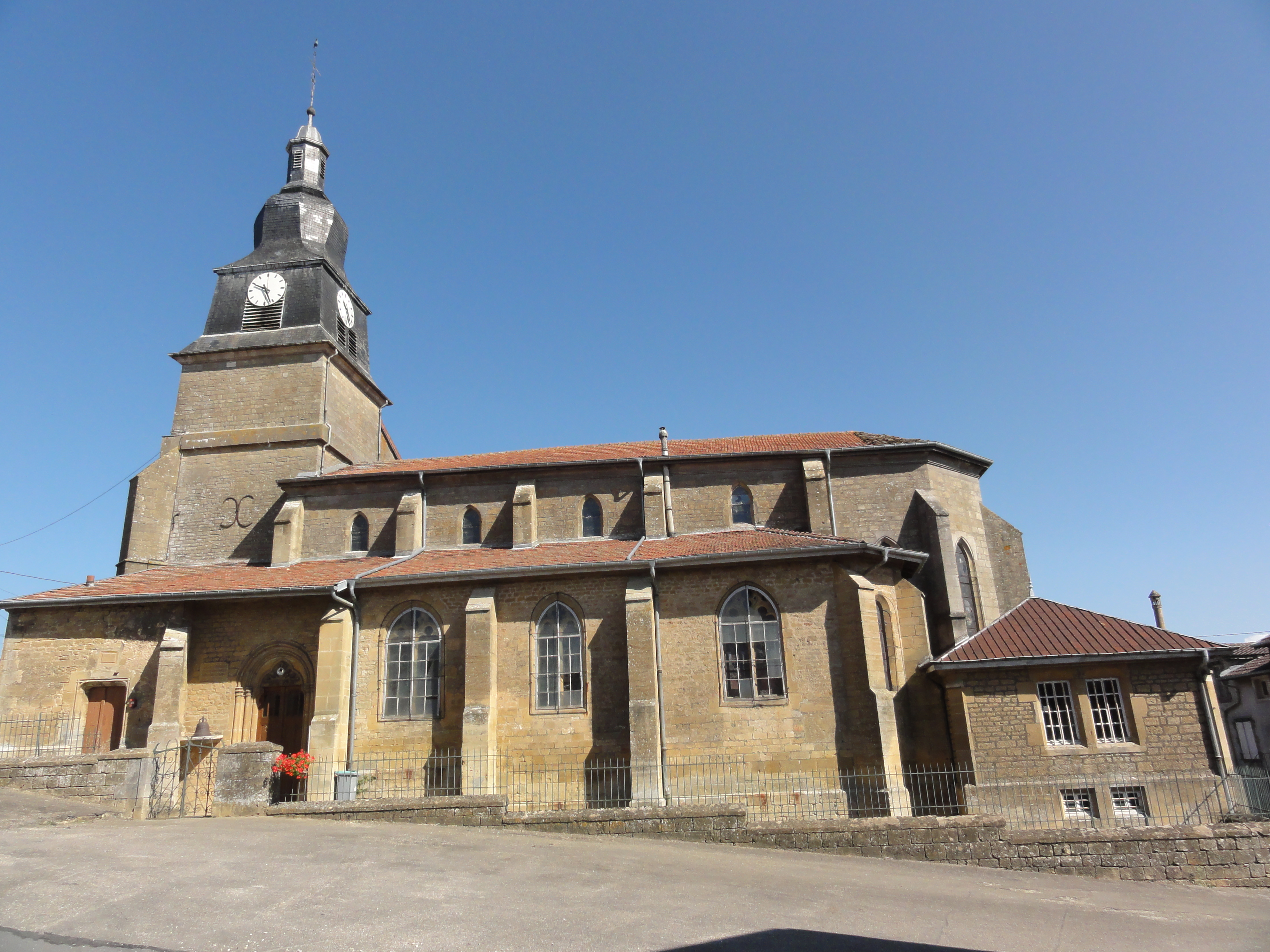
Kirche Saint-Maurice
- Kapellen Notre-Dame de Lourdes, Saint-Clément (1810 zerstört), von Lorette und von Lopigneux
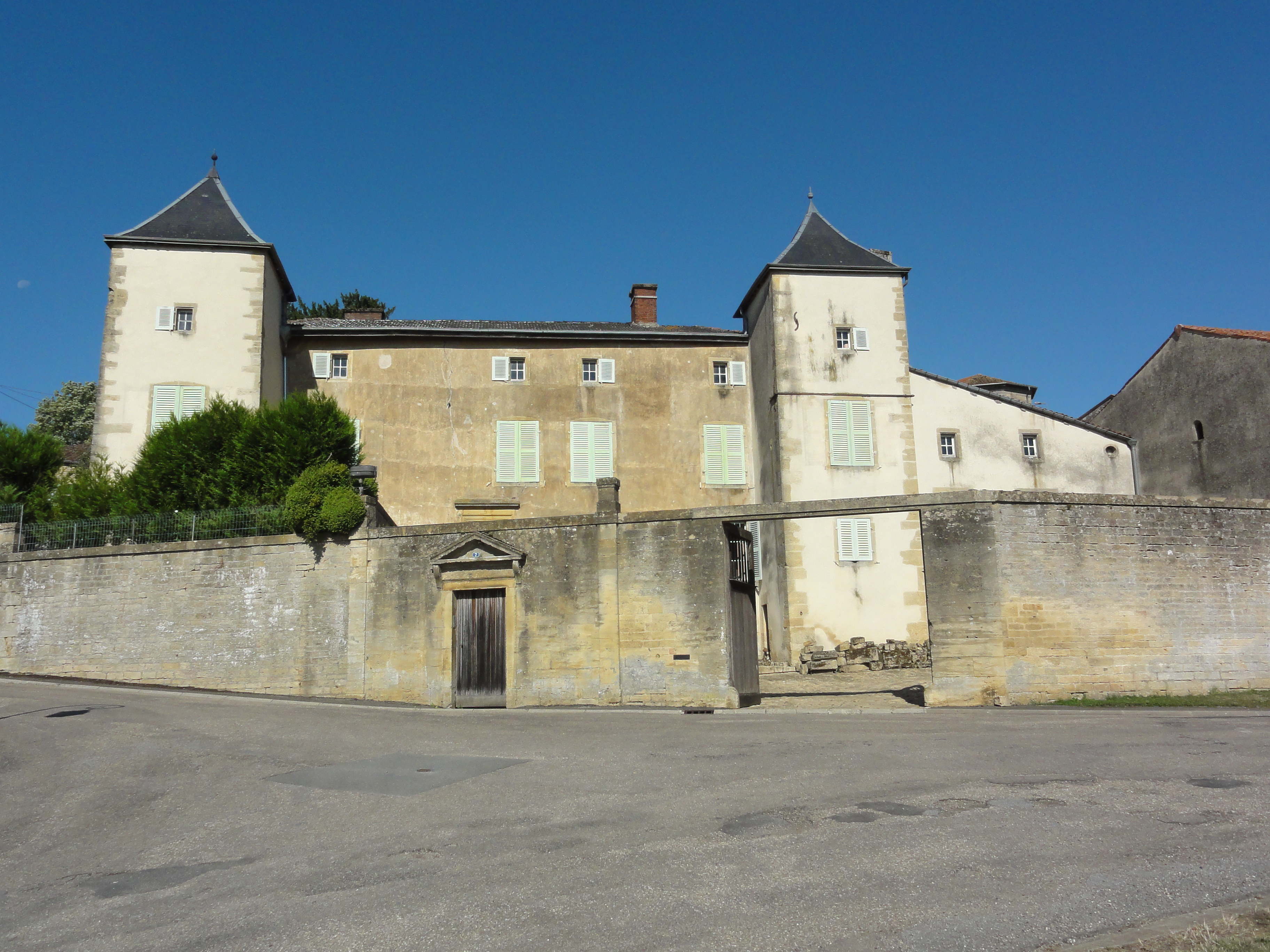
Schloss Arrancy
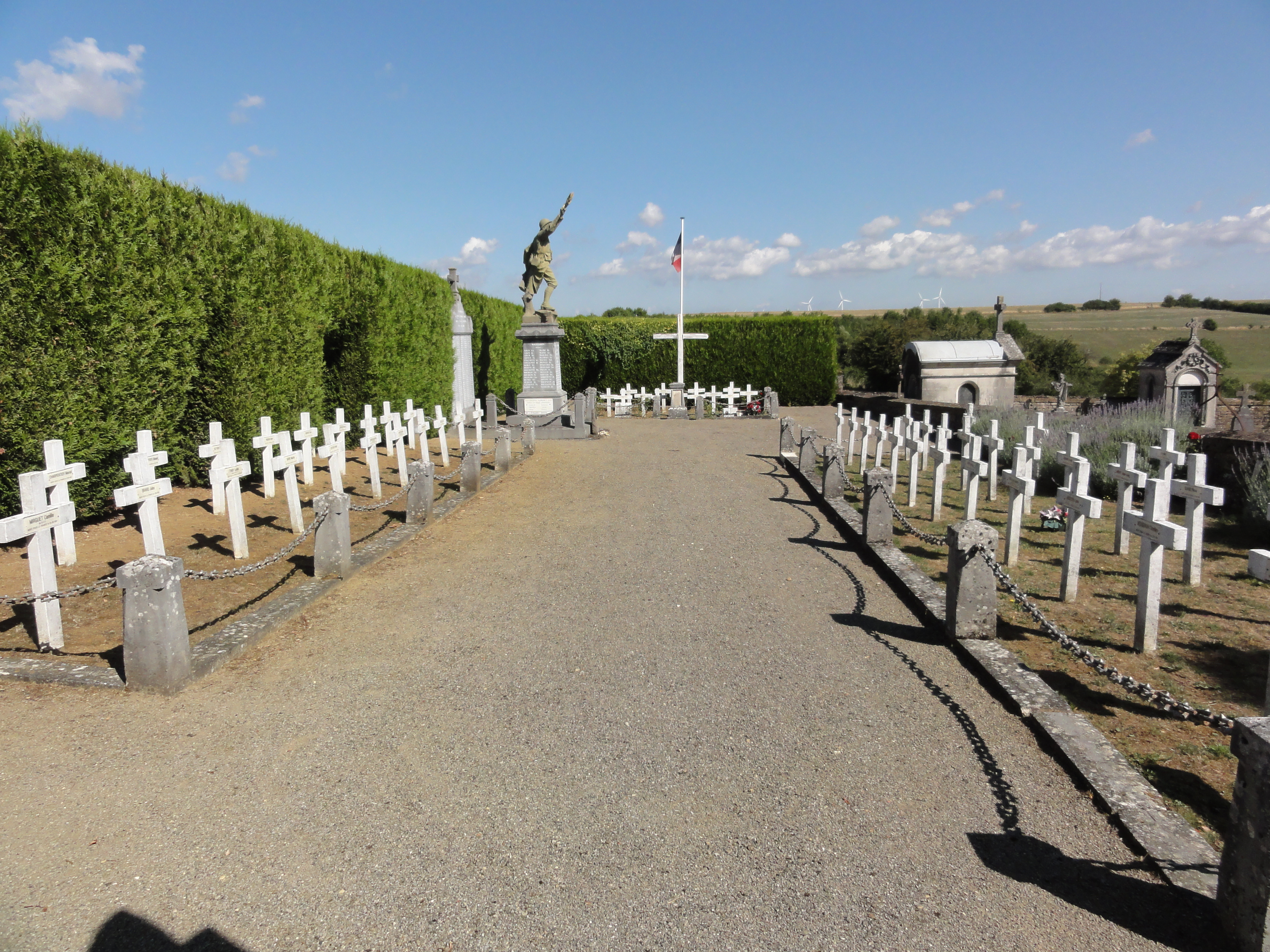
Soldatenfriedhof
- Waschhaus

- Kirche Saint-Maurice
- Schloss Arrancy-sur-Crusnes
- Soldatenfriedhof

## Nachweise
1. ↑  Décret no 2021-1921 du 30 décembre 2021 portant changement du nom de communes , www.legifrance.gouv.fr, abgerufen am 20. Januar 2022